# آسه بای
آسه بای (انگلیسی: Aase Bye; ۴ ژوئن ۱۹۰۴ – ۱۰ ژوئیهٔ ۱۹۹۱) هنرپیشه اهل نروژ بود.